# Пелецкий Мох
Пелецкий Мох — крупная болотная система, включающая серию типичных верховых болот Восточно-Прибалтийской болотной провинции, а также низинные и переходные озёрного происхождения и пойменные болота зандровых равнин области конечных морен. Озёрно-пойменные комплексы основных рек Западнодвинского бассейна (Обша, Межа, Велеса). Реликтовые пойменные широколиственные и чёрноольховые леса, отличающаяся разнообразием структуры.

## Характеристика
Крупнейшая в Верхневолжье и одна из крупнейших в лесной зоне Европы хорошо сохранившаяся, мало затронутая хозяйственной деятельностью болотная система. Водораздел рек Межа и Велеса. Высокое водоохранное и ресурсоохранное значение. Поддержание популяций ряда видов редких животных, в том числе занесённых в Красную книгу России.
Обитает крупнейшая популяция большого кроншнепа, гнездящиеся пары отмечены на всех болотах системы. Обычны на гнездовье золотистая ржанка и средний кроншнеп, кряква, турухтан. На пролёте отмечены чёрнозобая казарка и скопа, а в начале века отмечалось гнездование этих видов. На трёх болотах системы отмечено гнездование орлана-белохвоста. В пойменно-озёрных комплексах неоднократны встречи чёрного аиста. В озёрах выявлены наиболее крупные популяции водяного ореха — чилима. Все реки Верхнего Западнодвинского бассейна являются местом обитания крупных популяций лососёвых рыб (форель, сиг, ряпушка).
Основную часть площади района занимают верховые болота: Пелецкий (Жарковский) мох, 38863 га; Тёмный мох, 2778 га; Шейкинский мох, 5329 га, Буднянский мох, 3156 га, Сосенка, 1370 га; Пушняк, 1153 га. Основу экосистем верховых болот составляют пушицево-сосновые сообщества и облесённые грядово-озерковые комплексы, расположенные локально. Окраины болот — переходные сфагново-тростниковые топи, сосняки тростниковые и чёрноольшатники. Уникальным является комплекс пойменно-русловых озёр по р. Туросна (оз. Алмышево, Жарки, Песотно, Островно и пр.), а также моренных (Емлень, Пловно) и карстовых (Чистик) озёр. Болото Стаховский мох является наиболее крупной системой (10469 га) низинных и переходных болот для зандровых равнин конечных моренных ландшафтов Валдайского оледенения

### Ценная флора
На болоте Стаховский мох — крупная популяция (более 500 особей) дремлика болотного, берёзы приземистой, фиалки топяной; в озёрах Туросны — крупные популяции водяного ореха — чилима; по берегам рек Туросна и Чернейка заросли лунника оживающего. По литературным данным, в пойме Туросны отмечен гладиолус болотный.

### Ценная фауна
Беркут (предположительно 1 гнездовой участок), чёрный аист, большой подорлик, малый подорлик, среднерусская белая куропатка, обыкновенный серый сорокопут, золотистая ржанка.

## Научные исследования и возможности для них
В 20-е — 30-е годы XX века велись активные исследования учёными Смоленского университета (Г. Л. Граве, В. В. Станчинский, А. М. Кончиц). Территория обследовалась для организации Центрально-Лесного заповедника. В 1970-е годы работала экспедиция Кафедры высших растений МГУ под рук. проф. В. Н. Тихомирова. Территория детально обследована орнитологами Тверского Университета (В. И. Николаев) и Центрально-Лесного заповедника (В. О. Авданин).